# Columbia Rediviva
Le Columbia Rediviva, plus couramment connu sous le nom de Columbia, était un sloop privé américain sous le commandement du capitaine Robert Gray, principalement connu pour ses voyages dans le Nord-Ouest Pacifique pour le commerce maritime des fourrures.

## Histoire
Le navire est nommé d'après l'un des trois saints patrons de l'Irlande, saint Colomba, qui traversa la mer d'Irlande pour aller fonder un monastère sur l'île d'Iona en Écosse au VIe siècle apr. J.-C.

Le mot Rediviva (en latin « ravivé ») fut rajouté au nom du navire lors de sa reconstruction en 1787. Depuis Columbia fut un navire privé, qui ne portait donc pas le préfixe USS des navires de la jeune marine américaine.
Le navire fut construit en 1773 par James Briggs à Hobart’s Landing sur la North River, à Norwell dans le Massachusetts et fut nommé Columbia.
En 1790, il devint le premier navire américain à accomplir un tour du monde. Durant la première partie de son voyage, il était accompagné du Lady Washington qui servait de navire de soutien au Columbia.
En 1792, le capitaine Robert Gray découvrit le fleuve Columbia et le nomma ainsi d'après son navire. Par extension, le nom Columbia fut ensuite donné officieusement à la région où le fleuve prenait sa source. Ce nom devint le nom officiel de la colonie anglaise, puis de la province canadienne de British Columbia (en français « Colombie-Britannique »).
Le navire fut désarmé et démonté pour récupération en 1806.

Une réplique du Lady Washington se trouve au Grays Harbor Historical Seaport à Aberdeen dans l'État de Washington.

## Divers
- En 1956, une réplique à taille réelle du Columbia ouvrit comme attraction à Disneyland en Californie, attraction nommée Sailing Ship Columbia.
- Ce nom fut repris par la NASA pour la navette spatiale Columbia[3].

## Premiers lieutenants
- Joseph Ingraham, sous le commandement de Gray. En 1790, il fut le capitaine du Hope qui concurrença le Columbia dans le commerce de fourrure[4].
- Robert Haswell (en), sous le commandement de Gray en 1791-1793 durant le second voyage dans le Pacifique Nord-Ouest[5].

## Liens externes

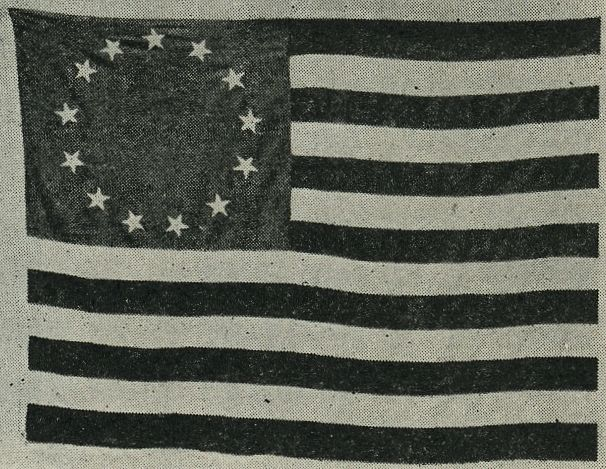
Le drapeau américain avec lequel le Capitaine Gray fit sa circumnavigation sur le Columbia.

## Source
- (en) Cet article est partiellement ou en totalité issu de l’article de Wikipédia en anglais intitulé « Columbia Rediviva » (voir la liste des auteurs).